# Louis Legrand (graveur, 1723-1807)
Pour les articles homonymes, voir Louis Legrand et Legrand.
Ne doit pas être confondu avec Louis Legrand (graveur, 1863-1951).
Louis Legrand (1723-1807) est un graveur et illustrateur français.

## Œuvre
Louis Legrand a produit de nombreuses gravures au burin originales ou d'après Jean-Michel Moreau, André Pujos et Jean-Baptiste Oudry. 
Il a contribué, sous la direction de Charles Eisen, avec notamment Jacques-Nicolas Tardieu, Noël Le Mire, Jean-Baptiste Delafosse, Jean-Jacques Flipart et Jacques Aliamet, aux figures de L'éloge de la Folie traduit du latin d'Érasme par Nicolas Gueudeville (chez Jean-Augustin Grangé, Jacques-François Mérigot, Charles II Robustel et Jean-Noël Le Loup, 1751).
Il a également contribué à la fameuse édition illustrée des Métamorphoses d'Ovide de 1767, coordonnée par François Basan et Noël Le Mire, dans la traduction d'Antoine Banier,.
Il est le père du graveur Augustin-Claude-Simon Legrand (1765-1856).